# Jogos Pan-Americanos Escolares
A cidade de Juiz de Fora é a sede escolhida para sediar a 1° edição dos Jogos Pan-Americanos Escolares que ocorrerá entre os dias 23 a 30 de agosto de 2010. A cidade mineira venceu a concorrência contra a capital de Porto Rico, San Juan, e a cidade do México.  A escolha foi realizada no dia 22 de outubro de 2009, no município de Puebla, no México.
A Prefeitura de Juiz de Fora, a Universidade Federal de Juiz de Fora UFJF, a Confederação Brasileira do Desporto Escolar (CBDE), a Federação Internacional do Desporto Escolar (FIDE) e o Ministério do Esporte apoiam o evento. O jogos terão as modalidades futebol, vôlei, basquete, natação e atletismo e talvez o handebol.
Os Jogos Pan-Americanos Escolares serão disputados no novo Centro Olímpico da Universidade Federal de Juiz de Fora (UFJF) e nos principais clubes e escolas da cidade.
Onze países participam dos Jogos Pan-Americanos Escolares: Aruba, Bolívia, Chile, China, Colômbia, Guatemala, México, Paraguai, Porto Rico e República Dominicana. O Brasil será representado por duas seleções: Brasil 1, formado por estudantes-atletas de Juiz de Fora, e Brasil 2, formado por estudantes — atletas de todo o país.
A organização dos Jogos é da Prefeitura de Juiz de Fora (PJF), por meio da Secretaria de Esporte e Lazer (SEL). Além de providenciar toda a logística para o evento, a PJF é responsável pela hospedagem, alimentação e traslado das equipes.